# Мальчик русский
«Мальчик русский» — дебютный полнометражный художественный фильм российского режиссёра Александра Золотухина. Мировая премьера картины состоялась 10 февраля 2019 года на 69-м Берлинском кинофестивале в программе «Форум».
Лента произведена при участии киностудии «Ленфильм» фондом поддержки кинематографа «Пример интонации» Александра Сокурова, который стал художественным руководителем фильма. В 2016 году проект картины под рабочим названием «Слухач» был представлен на питчинге Министерства культуры РФ и получил его поддержку. Также лента создана при поддержке правительства Санкт-Петербурга.

## Сюжет
Простой деревенский парень Алёша идёт добровольцем на фронт Первой мировой. После газовой атаки в первом же бою он теряет зрение, но не возвращается домой. Парень прибивается к зенитной батарее и становится «слухачом» — дозорным, который должен предупреждать остальных военных о приближении вражеских аэропланов. 
Параллельно развивается сюжетная линия о репетициях оркестра «Таврический» в современном Санкт-Петербурге, который готовится исполнить Концерт № 3 и «Симфонические танцы» Сергея Рахманинова.

## В ролях
| Актёр             | Роль                  |
| ----------------- | --------------------- |
| Владимир Королёв  | Алёша (главный герой) |
| Михаил Бутурлов   | Назарка               |
| Филипп Дьячков    | Пропагандист          |
| Сергей Гончаренко | Офицер                |
| Артём Лещик       | Макар Петрович        |
| Данил Тябин       | Санитар               |

## Съёмочная группа
Согласно официальному постеру над созданием фильма работали:
- Александр Золотухин — автор сценария и режиссёр
- Айрат Ямилов — оператор
- Елена Жукова — художник-постановщик
- Ольга Бухарева — художник по костюмам
- Ксения Малкина — художник по гриму
- Татьяна Кузьмичёва — монтажёр
- Андрей Фонин — звукооператор
- Андрей Лебедев — исполнительный продюсер
- Эдуард Пичугин — генеральный продюсер
- Александр Сокуров — художественный руководитель

## История создания

### Идея фильма и сценарий
Рассказанная в фильме история была одним из первых кинематографических замыслов режиссёра. Первый вариант сценария писался, когда Александр Золотухин был на третьем курсе в мастерской Александра Сокурова в Нальчике. Но потом он был полностью переработан. Затем сценарий ещё много раз дорабатывался. Он создавался на основе уникальных исторических фактов, связанных с Первой мировой войной. В виду сложности исторического материала работа над фильмом велась очень долго. Его содержание углублялось, поэтому финальная версия сильно отличается от самых первых образцов. Автор выбрал импровизационный метод работы над картиной, когда каждый новый этап расширяет изначальный замысел. Но тем не менее, по признанию режиссёра, у него очень многое не получилось.

### Кастинг
Режиссёру было важно показать русскую мужскую среду, которая была в армии Российской империи. Так как её основу составляли рабочие и крестьяне, люди со специфическими характерами и судьбой, то к отбору исполнителей подходили очень осторожно. Их нашли на улицах, заводах, в детских домах и среди курсантов военных училищ. Поэтому в фильме большинство актёров и задействованных в массовых сценах — непрофессионалы. Благодаря этому на экране создаётся образ не типичных мужественных солдат, а самых обыкновенных людей. Их речь и манеры не оставляют сомнений, что действие поистине разворачивается в годы Первой мировой. Хотя режиссёр, по своему признанию, не ставил цели достоверно передать атмосферу той эпохи. Трудно также было найти актёра на главную роль. Создателям он представлялся «нежным, наивным, тянущимся к людям мальчиком, но с судьбой за плечами». В конце концов, исполнителя главной роли — Владимира Королёва — режиссёр нашёл в детском доме.

### Съёмки
Съёмки фильма проходили на киностудии «Ленфильм» в Петербурге, а также в Кронштадте и Выборге, завершившись летом 2018 года.

### Название фильма
Изначально фильм получил название «Слухач», потому что главный герой в первом же бою лишается зрения и остаётся служить «слухачом». Затем ему сменили название на «Мальчик русский». Притом такая очерёдность слов в названии выбрана авторами специально ради красоты звучания. Как и зарубежное название фильма — «Russian Youth» нельзя в полной мере адаптировать к русскому языку, так же и русское название — «Мальчик русский» нельзя в точности передать на другие языки.

## Художественные особенности

### Стиль
Для изображения той части картины, которая показывает Первую мировую войну, режиссёр выбрал стилизацию под выцветшую зернистую плёнку или раскрашенное черно-белое кино, похожее на документальный фильм Питера Джексона  «Они никогда не станут старше», собранный из редких хроникальных кадров и обладает тем же лиственно-глиняным оттенком. Этот приём делает картину максимально аутентичной. Благодаря эффекту старины и вплетённым в сюжетную канву сценам с оркестром у зрителя может создаться ощущение, что перед ним чьё-то воспоминание или фантазия, наподобие той, что посещает человека во время прослушивания музыки.
К изображению телесных ран и прочих физиологических подробностей ужасов войны создатель подходит деликатно. Кадры похожи на выцветший фотоснимок, где даже при желании невозможно рассмотреть язвы в деталях. Истинная причина такого подхода, скорее всего, во влиянии его наставника. Александр Сокуров известен трепетным отношением к отображению войны, потому никаких кровавых сцен в ленте про Первую мировую нет.

### Музыка
В фильме использованы произведения Сергея Васильевича Рахманинова, которые исполняет оркестр «Таврический» под управлением Михаила Голикова.
Необычная форма картины является иллюстрацией выбранного импровизационного метода работы. Изначально предполагалось, что звук будет особенным, но музыка Рахманинова и оркестр были выбраны намного позже — как объединение художественных и ремесленных задач. Создатели понимали, что «история о парне, потерявшем зрение, должна сопровождаться особенным звуком и музыкой, которая должна передавать энергию, эпоху, драматизм того времени, эту стихию, в которую закручивает всю Европу, этот водоворот событий, но в то же время музыка должна быть лирическая, напоминать о нашем главном герое — простом мальчике, очень добром, физически слабом, но внутренне очень сильном человеке».
Также, по мнению Жоржа Нивы, в этой картине, как и в фильмах Александра Сокурова, музыка играет первичную роль. Более того, даже её отсутствие имеет в фильме большое значение. Это развитие «сокуровского мира», где автор хочет понять, как музыкальное искусство может помочь в выражении искусству визуальному. И в данном случае через музыку Рахманинова зрителю передаётся образ войны.

## Критика
| Рейтинги          | Рейтинги |
| Издание           | Оценка |
| ----------------- | --- |
| Искусство кино    | 8 из 10 звёзд · 8 из 10 звёзд · 8 из 10 звёзд · 8 из 10 звёзд · 8 из 10 звёзд · 8 из 10 звёзд · 8 из 10 звёзд · 8 из 10 звёзд · 8 из 10 звёзд · 8 из 10 звёзд |
| Сеанс             | 9 из 10 звёзд · 9 из 10 звёзд · 9 из 10 звёзд · 9 из 10 звёзд · 9 из 10 звёзд · 9 из 10 звёзд · 9 из 10 звёзд · 9 из 10 звёзд · 9 из 10 звёзд · 9 из 10 звёзд |
| Meduza            | 8 из 10 звёзд · 8 из 10 звёзд · 8 из 10 звёзд · 8 из 10 звёзд · 8 из 10 звёзд · 8 из 10 звёзд · 8 из 10 звёзд · 8 из 10 звёзд · 8 из 10 звёзд · 8 из 10 звёзд |
| Российская газета | 8 из 10 звёзд · 8 из 10 звёзд · 8 из 10 звёзд · 8 из 10 звёзд · 8 из 10 звёзд · 8 из 10 звёзд · 8 из 10 звёзд · 8 из 10 звёзд · 8 из 10 звёзд · 8 из 10 звёзд |

Фильм получил в целом высокие оценки от кинокритиков. В российской прессе фильм был встречен тепло: на агрегаторе «Критиканство» фильм имеет оценку 84/100 на основе 7 рецензий и находится на третьей позиции среди лучших фильмов за 2019 год (на февраль 2019 года).

### Россия
Валерий Кичин в «Российской газете» обозначил этот фильм как «рождение режиссёра», отметив его ценность для отечественного кинематографа, но указав, впрочем, что фильм безнадёжен для широкого проката.
Главный редактор журнала «Искусство кино» Антон Долин в своей авторской колонке в «Медузе» отметил сильную визуальную и концептуальную стороны картины, сюжет сравнил с притчей, исполнителя главной роли — Владимира Королёва — назвал впечатляющим, операторскую работу прекрасной, а сам фильм — более сокуровским, чем то, что снимает сам Сокуров.
Кинокритик Егор Москвитин даёт такую характеристику фильму, сравнивая его с «Ёжиком в Тумане» Юрия Норштейна:

«...можно с уверенностью сказать, что фильм Александра Золотухина «Мальчик русский» — одна из самых уязвимых и человечных картин этого Берлинале. <…> И самое прекрасное в ней — то, в каком контексте она выходит. Европа все ещё зачитывается романом «1913: Лето целого века», а англоязычный мир только-только знакомится с документальным фильмом Питера Джексона «Они никогда не станут старше». <…> «Мальчик русский» прекрасен в том виде, в котором он был показан в Берлине. При желании эту удивительную историю даже можно представить как пересказ «Ёжика в тумане», только вместо тумана здесь будут немецкие газы, вместо котомки — солдатский котелок... <…> Фронт в этой картине — тот же нарисованный Норштейном лес или даже выжженная земля из «Снов» Куросавы: сюрреалистическое пространство, берегущее от глаз посторонних самую реалистичную правду. Фильму Золотухина удается зафиксировать, как бы пошло это ни звучало, трагическую хрупкость мальчишеской души».

### Запад
Среди западных критиков фильм получил разные оценки. Французский литературовед и историк Жорж Нива поделился своими впечатлениями от фильма:

«Первое впечатление — ошеломление от визуальной силы. Когда зажегся свет, все молчали, и я молчал. Под таким визуальным давлением можно только молчать. Последний образ — словно кадр из Бергмана... В фильме есть поразительная сцена: как лицо мальчика меняется от боли... <…> Этот мальчик ищет мир, как ищут его слепые Брейгеля. На меня это сильно подействовало».
— Жорж Нива, из статьи „«Мальчик русский»: Мир на ощупь“ в журнале «Сеанс», 11 февраля 2019 года
Чешский кинокритик и член FIPRESCI Андре Йохан Кроус в Celluloid Paradiso поставил картине 2 звезды из 5. Он охарактеризовал фильм как многообещающий и имеющий серьёзный контекст, но превращённый в шутку и смущающий эксперимент. По его мнению, ленте не хватает контекста для зрителя, она не даёт ясной картины для понимания, и главный герой ничего не делает для этого понимания. В то время как
постоянные замечания дирижёра об исполнении его оркестром сочинений Рахманинова и акцентирование на их реакцию на плёнку, которую мы смотрим, очень раздражают.
Рэдмонд Бэкон в Goomba Stomp оценил фильм средне, поставив ему 3 балла из 5. Он увидел в картине изображение войны с точки зрения молодого человека, где автор использует эстетику советских мелодрам 40-х и 50-х годов и таким образом присоединяется к шедеврам — фильмам «Иваново детство» Андрея Тарковского и «Иди и смотри» Элема Климова. Врезки с оркестром создают эффект как в «Королевстве полной луны», где звучит «Путеводитель по оркестру для юных слушателей» Бенджамина Бриттена, но их ритм не создаёт приятного впечатления. Также в картине он увидел сильную гомоэротическую составляющую, которая проявляется в очень обидчивой дружбе между слепым мальчиком и его помощником, которой они наслаждаются, а также в других сценах с обнажёнными, резвящимися в бане и озере. Эта странная игривость, находящаяся в противоречии с серьёзным сюжетом, на его взгляд, высмеивает саму природу войны в пользу беспристрастного поведения. Он назвал фильм смелым и рискованным, но не вполне окупаемым. Режиссёр, по его мнению, уникальным способом сплавляет музыку и изображение, и хотя это не все работает в фильме, зато делает его увлекательным.

## Награды и премии
- Национальная кинематографическая премия «Ника» за 2019 год в номинации «Открытие года» (реж. А. Золотухин)[17].